# UR-100N飛彈
UR-100N是一種服役於蘇聯和俄羅斯戰略火箭軍的洲際彈道導彈。導彈的北約代號為SS-19短劍。目前（2007年）導彈部署在Deraznja、 Kozelsk、Pervomajsk和 Tatiscevo。

## 外部連結
- Russian Military Analysis（页面存档备份，存于）